# Atletica leggera in Italia
L'atletica leggera in Italia è il settimo sport per numero di praticanti, con circa 995 000 atleti.

## Tesseramento
La federazione che si occupa del coordinamento delle attività dilettantistiche ed agonistica e della promozione dell'atletica leggera in Italia è la Federazione Italiana di Atletica Leggera (FIDAL), affiliata alla federazione europea European Athletic Association (EAA) e alla federazione internazionale, la World Athletics, oltre che al Comitato olimpico nazionale italiano (CONI). La FIDAL organizza i campionati italiani di atletica leggera per le varie categorie (allievi, juniores e assoluti) su pista, di corsa campestre, di marcia, di prove multiple, di maratona, di corsa su strada e di corsa in montagna.
Oltre alla FIDAL, esistono altri enti che promuovono l'atletica leggera, come l'Unione Italiana Sport Per tutti (UISP) che al suo interno comprende la Lega Nazionale di Atletica Leggera. Questa organizza campionati italiani su pista, di corsa campestre, di corsa su strada, di corsa in salita, di gran fondo, di maratonina, di maratona, di trail running e di racchette da neve, ma anche meeting e competizioni di livello regionale, che sono comunque competizioni ben distinte da quelle FIDAL.

## Società
Gli atleti che intendono praticare lo sport a livello agonistico (e prendere parte alle competizioni organizzate dalla FIDAL o dai suoi comitati regionali e provinciali) devono essere tesserati per una società affiliata alla federazione stessa. Oltre alle normali società civili, esistono anche i corpi sportivi, ovvero sezioni dei vari enti militari e di polizia che competono nell'atletica leggera (ma anche in altri sport). Ci sono poi i Comitati per Sport Universitario (meglio noti con l'acronimo CUS) che sono società polisportive che hanno quasi sempre una sezione dedicata all'atletica leggera.
Nel 2021 le società affiliate alla FIDAL erano 2 815. Si contavano 13 834 dirigenti, 4 433 giudici, 7 880 tecnici e 2 439 medici, mentre gli atleti erano 228 093, il 27,7% in più rispetto al 2011.

## Graduatorie all-time
| L'oscillazione dl numero degli atleti tesserati FIDAL dal 1999 al 2023 |

## Impianti

### Pista outdoor
Quella che segue è la lista dei principali impianti sportivi italiani, sopra l'omologazione per minimo 5.000 spettatori, che dispongono di una pista outdoor di atletica leggera.
| N. | Foto  | Denominazione                                | Città                          | Regione               | Capienza 2022-23 | Altri sport        | Proprietà                           | Inaug. | Caratteristiche | Copertura Tribune |
| -- | ----- | -------------------------------------------- | ------------------------------ | --------------------- | ---------------- | ------------------ | ----------------------------------- | ------ | --------------- | ----------------- |
| 1  |       | Stadio Olimpico                              | Roma                           | Lazio                 | 73.261           | Calcio             | Sport e Salute S.p.A.               | 1953   | Pista di 400 m  | Totale            |
| 1  | Rugby | Stadio Olimpico                              | Roma                           | Lazio                 | 73.261           |                    | Sport e Salute S.p.A.               | 1953   |                 |                   |
| 2  |       | Stadio San Nicola                            | Bari                           | Puglia                | 58.270           | Calcio             | Comune di Bari                      | 1990   | Pista di 400 m  | Totale            |
| 3  |       | Stadio Diego Armando Maradona                | Napoli                         | Campania              | 54.726           | Calcio             | Comune di Napoli                    | 1959   | Pista di 400 m  | Totale            |
| 4  |       | Stadio Marcantonio Bentegodi                 | Verona                         | Veneto                | 39.211           | Calcio             | Comune di Verona                    | 1963   | Pista di 400 m  | Totale            |
| 5  |       | Stadio Ettore Giardiniero-Via del Mare       | Lecce                          | Puglia                | 31.559           | Calcio             | Comune di Lecce                     | 1966   | Pista di 400 m  | Parziale          |
| 6  |       | Stadio della Vittoria                        | Bari                           | Puglia                | 30.000           | Rugby              | Comune di Bari                      | 1934   | Pista di 400 m  | Parziale          |
| 7  |       | Stadio San Vito Gigi Marulla                 | Cosenza                        | Calabria              | 24.479           | Calcio             | Comune di Cosenza                   | 1964   | Pista di 400 m  | Parziale          |
| 8  |       | Stadio Leonardo Garilli                      | Piacenza                       | Emilia-Romagna        | 21.668           | Calcio             | Comune di Piacenza                  | 1969   | Pista di 400 m  | Parziale          |
| 9  |       | Stadio Adriatico-Giovanni Cornacchia         | Pescara                        | Abruzzo               | 20.476           | Calcio             | Comune di Pescara                   | 1955   | Pista di 400 m  | Parziale          |
| 10 |       | Stadio Angelo Massimino                      | Catania                        | Sicilia               | 20.016           | Calcio             | Comune di Catania                   | 1937   | Pista di 400 m  | Parziale          |
| 11 |       | Stadio Carlo Castellani                      | Empoli (FI)                    | Toscana               | 19.847           | Calcio             | Comune di Empoli                    | 1965   | Pista di 400 m  | Parziale          |
| 12 |       | Stadio Armando Picchi                        | Livorno                        | Toscana               | 19.238           | Calcio             | Comune di Livorno                   | 1935   | Pista di 400 m  | Parziale          |
| 13 |       | Stadio Artemio Franchi                       | Siena                          | Toscana               | 15.373           | Calcio             | Comune di Siena                     | 1938   | Pista di 400 m  | Parziale          |
| 14 |       | Stadio José Guimarães Dirceu                 | Eboli (SA)                     | Campania              | 15.000           | Calcio             | Comune di Eboli                     | 2001   | Pista di 400 m  | Parziale          |
| 15 |       | Stadio Città di Arezzo                       | Arezzo                         | Toscana               | 13.128           | Calcio             | Comune di Arezzo                    | 1961   | Pista di 400 m  | Parziale          |
| 16 |       | Stadio Antonino Lombardo Angotta             | Marsala (TP)                   | Sicilia               | 13.000           | Calcio             | Comune di Marsala                   | 1956   | Pista di 400 m  | Parziale          |
| 17 |       | Stadio Guido Angelini                        | Chieti                         | Abruzzo               | 12.750           | Calcio             | Comune di Chieti                    | 1970   | Pista di 400 m  | Parziale          |
| 18 |       | Stadio Aci e Galatea                         | Acireale (CT)                  | Sicilia               | 12.500           | Calcio             | Comune di Acireale                  | 1993   | Pista di 400 m  | Parziale          |
| 19 |       | Stadio Arturo Collana                        | Napoli                         | Campania              | 12.000           | Nessuno            | Comune di Napoli                    | 1929   | Pista di 400 m  | Nessuna           |
| 19 |       | Stadio Alberto Pinto                         | Caserta                        | Campania              | 12.000           | Calcio             | Comune di Caserta                   | 1936   | Pista di 400 m  | Parziale          |
| 21 |       | Stadio Marco Tomaselli                       | Caltanissetta                  | Sicilia               | 11.950           | Calcio             | Comune di Caltanissetta             | 1992   | Pista di 400 m  | Parziale          |
| 22 |       | Stadio Gianpiero Vitali                      | Massa                          | Toscana               | 11.500           | Calcio             | Comune di Massa                     | 1960   | Pista di 400 m  | Parziale          |
| 23 |       | Arena Civica                                 | Milano                         | Lombardia             | 10.000           | Calcio             | Comune di Milano                    | 1807   | Pista di 400 m  | Nessuna           |
| 23 |       | Stadio Giovanni Scavo                        | Velletri (Roma)                | Lazio                 | 10.000           | Calcio             | Comune di Velletri                  | 1970   | Pista di 400 m  | Parziale          |
| 25 |       | Stadio Carlo Zecchini                        | Grosseto                       | Toscana               | 9.909            | Calcio             | Comune di Grosseto                  | 1952   | Pista di 400 m  | Parziale          |
| 26 |       | Stadio Romeo Neri                            | Rimini                         | Emilia-Romagna        | 9.768            | Calcio             | Comune di Rimini                    | 1934   | Pista di 400 m  | Parziale          |
| 27 |       | Stadio Donato Vestuti                        | Salerno                        | Campania              | 9.000            | rugby              | Comune di Salerno                   | 1933   | Pista di 400 m  | Parziale          |
| 28 |       | Stadio Gustavo Ventura                       | Bisceglie (BT)                 | Puglia                | 8.000            | Calcio             | Comune di Bisceglie                 | 1970   | Pista di 400 m  | Parziale          |
| 28 |       | Stadio San Francesco d'Assisi                | Nocera Inferiore (SA)          | Campania              | 8.000            | Calcio             | Comune di Nocera Inferiore          | 1914   | Pista di 400 m  | Parziale          |
| 28 |       | Stadio Amsicora                              | Cagliari                       | Sardegna              | 8.000            | Hockey su prato    | Società Ginnastica Amsicora         | 1923   | Pista di 400 m  | Nessuna           |
| 31 |       | Stadio Piercesare Tombolato                  | Cittadella (PD)                | Veneto                | 7.623            | Calcio             | Comune di Cittadella                | 1981   | Pista di 400 m  | Parziale          |
| 32 |       | Stadio La Piramide                           | Sorso (SS)                     | Sardegna              | 7.600            | Calcio             | Comune di Sorso                     | 1986   | Pista di 400 m  | Parziale          |
| 33 |       | Stadio San Ciro Luca Alvieri                 | Portici (NA)                   | Campania              | 7.580            | Calcio             | Comune di Portici                   | 1985   | Pista di 400 m  | Nessuna           |
| 34 |       | Asics Firenze Marathon Stadium Luigi Ridolfi | Firenze                        | Toscana               | 7.500            | Nessuno            | Comune di Firenze                   | 2001   | Pista di 400 m  | Parziale          |
| 35 |       | Stadio Carlo Stagno d'Alcontres              | Barcellona Pozzo di Gotto (ME) | Sicilia               | 7.000            | Calcio             | Comune di Barcellona Pozzo di Gotto | 1970   | Pista di 400 m  | Parziale          |
| 35 |       | Stadio Luigi Moccia                          | Afragola (NA)                  | Campania              | 7.000            | Calcio             | Comune di Afragola                  | 2000   | Pista di 400 m  | Parziale          |
| 35 |       | Stadio Pasquale Stanganelli                  | Gioia Tauro (RC)               | Calabria              | 7.000            | Calcio             | Comune di Gioia Tauro               | 2000   | Pista di 400 m  | Parziale          |
| 38 |       | Stadio Vito Simone Veneziani                 | Monopoli (BA)                  | Puglia                | 6.880            | Calcio             | Comune di Monopoli                  | 1926   | Pista di 400 m  | Parziale          |
| 39 |       | Stadio Giuseppe Grezar                       | Trieste                        | Friuli-Venezia Giulia | 6.226            | Nessuno            | Comune di Trieste                   | 1932   | Pista di 400 m  | Parziale          |
| 40 |       | Stadio Alberto De Cristofaro                 | Giugliano in Campania (NA)     | Campania              | 6.200            | Calcio             | Comune di Giugliano                 | 2000   | Pista di 400 m  | Parziale          |
| 41 |       | Stadio Primo Nebiolo                         | Torino                         | Piemonte              | 6.170            | Football americano | Comune di Torino                    | 1959   | Pista di 400 m  | Parziale          |
| 42 |       | Stadio Enzo Blasone                          | Foligno (PG)                   | Umbria                | 5.650            | Calcio             | Comune di Foligno                   | 1983   | Pista di 400 m  | Parziale          |
| 43 |       | Stadio dei Marmi                             | Roma                           | Lazio                 | 5.280            | Nessuno            | Sport e Salute S.p.A.               | 1932   | Pista di 400 m  | Nessuna           |
| 44 |       | Stadio Enzo Mazzella                         | Ischia (NA)                    | Campania              | 5.428            | Calcio             | Comune di Ischia                    | 1988   | Pista di 400 m  | Parziale          |
| 45 |       | Stadio Simonetta Lamberti                    | Cava de' Tirreni (SA)          | Campania              | 5.200            | Calcio             | Comune di Cava de' Tirreni          | 1969   | Pista di 400 m  | Parziale          |
| 46 |       | Stadio Marcello Torre                        | Pagani (SA)                    | Campania              | 5.093            | Calcio             | Comune di Pagani                    | 1975   | Pista di 400 m  | Parziale          |
| 47 |       | Stadio Raul Guidobaldi                       | Rieti                          | Lazio                 | 5.000            | Nessuno            | Comune di Rieti                     | 1960   | Pista di 400 m  | Parziale          |
| 47 |       | Stadio Alessandro Lamarmora-Vittorio Pozzo   | Biella                         | Piemonte              | 5.000            | Calcio             | Comune di Biella                    | 1936   | Pista di 400 m  | Parziale          |
| 47 |       | Stadio Guido Teghil                          | Lignano Sabbiadoro (UD)        | Friuli-Venezia Giulia | 5.000            | Calcio             | Comune di Lignano Sabbiadoro        | 1984   | Pista di 400 m  | Parziale          |
| 47 |       | Stadio della Vittoria                        | Tolentino (MC)                 | Marche                | 5.000            | Calcio             | Comune di Tolentino                 | 1974   | Pista di 400 m  | Parziale          |
| 47 |       | Stadio Giovanni Palatucci                    | Noto (SR)                      | Sicilia               | 5.000            | Calcio             | Comune di Noto                      |        | Pista di 400 m  | Parziale          |

### Pista indoor
Quella che segue è la lista dei due complessi in Italia aventi pista indoor, rarissimi in Europa.
| N. | Foto | Denominazione        | Città  | Regione | Capienza 2022-23 | Altri sport          | Proprietà        | Inaug. | Tipologia      |
| -- | ---- | -------------------- | ------ | ------- | ---------------- | -------------------- | ---------------- | ------ | -------------- |
| 1  |      | Banca Marche Palas   | Ancona | Marche  | 2.069            | Nessuno              | Comune di Ancona | 2005   | Pista di 200 m |
| 2  |      | Palaindoor di Padova | Padova | Veneto  | 200              | Ginnastica artistica | Comune di Padova | 2013   | Pista di 200 m |